# New York legjobb hamburgere (Így jártam anyátokkal)
A New York legjobb hamburgere az Így jártam anyátokkal című amerikai televíziós sorozat negyedik évadának második epizódja. Eredetileg 2008. szeptember 29-én vetítették, míg Magyarországon 2010. április 26-án.
Ebben az epizódban a munkanélküli Marshall kétségbeesetten keresi a legjobb hamburgert, amit a városban valaha is evett, a többiek pedig segítenek neki a keresésben.

## Cselekmény
|  | Alább a cselekmény részletei következnek! |

Jövőbeli Ted elmeséli a gyerekeinek, hogy New York még egészen lepukkant volt, amikor odaköltözött. De aztán sorra elkezdtek új vállalkozások nyílni és építkezni, megszépült. Az egyik ilyen vállalkozás volt a Góliát Nemzeti Bank (GNB), amit megvett Barney munkaadója, az AltruCell, és most Barney próbálja a céghez hívni Marshallt. Lily szerint ez nem fog menni, mert bár túl van pár rossz állásinterjún, azért még mindig környezetvédő jogász szeretne lenni.
Később mindannyian lent vannak a bárban, ahol Wendy, a pincérnő javaslatára a ház új specialitását, hamburgert rendelnek. Főként Robin vágyik rá, mert majd éhen hal. Kihozzák a burgereket (kivéve Robinét, mert arra még várni kell), amibe belekóstolnak, és mindenki szerint fantasztikus, kivéve Marshallt. Ő elmeséli, hogy élete legjobb hamburgerét nyolc éve ette. Azt már nem tudja, hogy hol, ugyanis eleinte nagyon félt a városban, és amikor összeszedte a bátorságát, hogy egyedül is kimenjen, akkor találta egy sétája során, helyismeret hiányában pedig nem tudta elmesélni Tednek, hogy merre is járt. Annyit tud csak, hogy az ismert műsorvezető, Regis Philbin képe is kint volt a falon, mert szerinte is fantasztikus az a hamburger. Marshall azóta is hiába keresi azt a helyet, pedig annyit kipróbált már. Még Regis Philbint is megkereste emiatt, aki azonban szintén nem tudja, hol van a hely, de ő is kétségbeesetten keresi, ezért megadja a számát, hogy szóljanak neki, ha megtalálták.
MIkor Robin a leírás alapján kiböki, hogy tudja, hol van az a hely, hanyatt-homlok odarohannak. Írnak egy SMS-t Regisnek, aki egy forgatást hagy ott emiatt. A helyen kérnek még egy burgert (Robiné megint késik, és az előzőt sem tudta megenni), ami mindenki szerint isteni, de Marshall szerint ez nem az. Kétségbeesik, ami Lily szerint azért van, mert még mindig munkanélküli. A pincérnő vigasztalja meg: ez tényleg nem az a hely, de a másik alapján mintázták, ami feljebb van a városban. Odaindulnak és Regisnek is szólnak. Amikor odaérnek, Marshall felismeri a környéket, de a kifőzde helyén csak egy Góliát Nemzeti Bank ATM-et találnak. Lily dühös lesz Barneyra, amiért egész este a bankról beszélt, és a bank teszi tönkre az estéjüket – míg Marshall fel nem világosítja, hogy ez azért volt így, mert ő maga elfogadott egy állást náluk. Míg erről vitáznak, a közeli sztriptízbár rikkancsa elárulja nekik, hogy a kifőzde nem szűnt meg, csak odébb költözött. Némi pénzért (amit az ATM-ből vesznek fel) azt is megmondja, hová. Odarohannak, burgert rendelnek, amire Marshall is azt mondja, hogy ez valóban az, de Regis szerint ez még mindig nem az. Pár pillanattal később aztán meggondolja magát: ez szerinte is a város legjobb hamburgere.

## Kontinuitás
- A múltbeli visszatekintésben a kanapé barna színű, ami hiteles, mivel a sorozatban a 2. évadban (ami 2006-ban játszódik) cserélték azt le egy piros színűre.
- Marshall az "Ismerlek?" című rész óta küzd a munkanélküliséggel. A Góliát Nemzeti Banknál kezd el dolgozni annak ellenére, hogy "A kecske" című rész óta ismeri a piszkos ügyeiket.
- Marshall a "Dobpergést kérek" című részben az esküvői torta miatt kereste kétségbeesetten azt, aki sütötte.
- Marshall az "Élet a gorillák között" és az "Én nem az a pasi vagyok" című epizódokban mondta azt, hogy környezetvédő ügyvéd szeretne lenni.

## Jövőbeli utalások
- A Regis Philbin által vezetett vetélkedő, a "Fej vagy írás?" visszatér a "Téves riasztás" című epizódban.
- Marshall a "Robbanó húsgolyók" című epizódban unja meg a lélekölő céges melót és lép ki a banktól.

## Érdekességek
- Amikor az első étteremben Marshall azt mondja, hogy ez nem az a burger, látható, hogy bele sem harapott.
- Ez az epizód, Jövőbeli Ted állításával megerősítetten 2008. szeptember 29-én játszódik.
- Az epizód végén, a stáblista után a Góliát Nemzeti Bank logója látható.

## Vendégszereplők
- Regis Philbin – saját maga
- Charlene Amoia – Wendy a pincérnő

## Zene
- Bill Withers – Use Me
- Ola Podrida – Lost and Found

|  | Itt a vége a cselekmény részletezésének! |

## Fordítás
- Ez a szócikk részben vagy egészben  a   The Best Burger in New York című angol Wikipédia-szócikk ezen változatának fordításán alapul.  Az eredeti cikk szerkesztőit annak laptörténete sorolja fel. Ez a jelzés csupán a megfogalmazás eredetét és a szerzői jogokat jelzi, nem szolgál a cikkben szereplő információk forrásmegjelöléseként.